# گویش ولاترویی
گویش ولاترویی یا گویش ولایت‌رودی یا طبری ولاترویی گویشی از زبان مازندرانی می‌باشد که در روستای ولایت‌رود شهرستان کرج استان البرز گویش می‌شود و ریشه در زبان طبری قدیم دارد و در جمیع جهات با ساختمان و صرف فعل مازندرانی و صرف فعل موافقت دارد و نخستین بار توسط لمبتون در کتاب «سه گویش ایرانی» در سال ۱۹۳۸ مورد بررسی قرار گرفت. به اعتقاد حبیب برجیان گویش ولاترویی نوعی از زبان مازندرانی می‌باشد. ولادیمیر ایوانف گویش ولاترویی را یکی از گویش‌های زبان مازندرانی می‌داند. گلاتولوگ گویش ولاترویی را گویشی از زبان مازندرانی می‌داند.

## محدوده جغرافیایی
این گویش در محدوده روستای ولایت‌رود تا گچسر در دامنه البرز مرکزی گویش می‌شود. این گویش در دره ولاترو شامل ولایت رود و دیزین می‌شود.

## دستور زبان

### ضمایر
در گویش ولاترویی ضمیر سه حالت دارد: فاعلی، مفعولی و ملکی.
نمونه‌های زیر براساس گویش ولاترو صرف شده‌اند.
| ضمیر             | ۱ مفرد | ۲ مفرد | ۳ مفرد  | ۱ جمع | ۲ جمع  | ۳ جمع   |
| ---------------- | ------ | ------ | ------- | ----- | ------ | ------- |
| فاعلی، ولایترود  | men    | te     | ve/vi   | amâ   | šemâ   | vešun   |
| مفعولی، ولایترود | mera   | tera   | vera    | amâra | šemâra | vešunra |
| ملکی، ولایترود   | me     | te     | ve/vene | ame   | šeme   | vešune  |

### شناسه
در زبان فارسی دو دسته شناسه داریم: گذشته و حال. اما در گویش ولایترودی سه دسته شناسه داریم: گذشته، حال ساده و حال التزامی. (نمونه زیر بر اساس گویش ولایترود شهرستان کرج تنظیم شده است)
۱. گذشته:
- بن ماضی ساده: -ba-xerd = خورد
- بن ماضی استمراری: -xerd = می‌خورد

| گذشته | ۱ مفرد | ۲ مفرد | ۳ مفرد | ۱ جمع | ۲ جمع | ۳ جمع |
| ----- | ------ | ------ | ------ | ----- | ----- | ----- |
| شناسه | ema    | i      | a/e    | emi   | eni   | ena   |

۲. حال ساده:
- بن مضارع اخباری: -xer = می‌خورد

| حال ساده | ۱ مفرد | ۲ مفرد | ۳ مفرد | ۱ جمع | ۲ جمع | ۳ جمع |
| -------- | ------ | ------ | ------ | ----- | ----- | ----- |
| شناسه    | ema    | eni    | ena    | emmi  | enni  | enna  |

۳. حال التزامی:
- بن مضارع التزامی: -ba-xer = بخور

| حال التزامی | ۱ مفرد | ۲ مفرد | ۳ مفرد | ۱ جمع | ۲ جمع | ۳ جمع |
| ----------- | ------ | ------ | ------ | ----- | ----- | ----- |
| شناسه       | am     | i      | a/e    | im    | in    | an    |

### صرف فعل
جدول زیر فعل خوردن (baxerdan) بر اساس گویش ولایترود صرف شده است.
| زمان/شخص           | ۱ مفرد         | ۲ مفرد         | ۳ مفرد        | ۱ جمع           | ۲ جمع           | ۳ جمع          |
| ------------------ | -------------- | -------------- | ------------- | --------------- | --------------- | -------------- |
| گذشته ساده         | baxerdema      | baxerdi        | baxerda       | baxerdemi       | baxerdeni       | baxerdena      |
| گذشته کامل         | baxerde-bema   | baxerde-bi     | baxerde-be    | baxerde-bemi    | baxerde-beni    | baxerde-bena   |
| گذشته التزامی      | baxerde-bum    | baxerde-bui    | baxerde-bu    | baxerde-buim    | baxerde-buin    | baxerde-bun    |
| گذشته التزامی کامل | baxerde-bi-bum | baxerde-bi-bui | baxerde-bi-bu | baxerde-bi-buim | Baxerde-bi-buin | baxerde-bi-ben |
| گذشته استمراری     | xerdema        | xerdi          | moxerda       | xerdemi         | xerdeni         | xerdena        |
| گذشته در حال انجام | da-xerdema     | da-xerdi       | da-xerda      | da_xerdemi      | da_xerdeni      | da_xerdena     |
| حال ساده/آینده     | xeremma        | xereni         | xerena        | xeremmi         | xerenni         | xerenna        |
| حال در حال انجام   | dar-xeremma    | dar-xereni     | dar-xerena    | dar-xeremmi     | dar_xerenni     | dar_xerenna    |
| حال التزامی        | baxeram        | baxeri         | baxera        | baxerim         | baxerin         | baxeran        |
| آینده              | xemma baxeram  | xeni baxeri    | xena baxera   | xemmi baxerim   | xenni baxerin   | xenna baxeran  |

## جملات
برخی جملات گویش ولاترویی و مقایسه آن با فارسی:
| فارسی معیار                                                            | گویش ولاترویی                                                             |
| ---------------------------------------------------------------------- | ------------------------------------------------------------------------- |
| آن مرد گفت که این کار بد است که تو را سوار خر کردند                    | un mardi buta ge in kâr bada ge tere xar sevar hakerdena                  |
| چوپان گفت که عیب ندارد. این مردم نمی‌خواهند حسودند که من این‌ها را ببینم | kerd buta ge eib nârne ,in mardan meil nârna hasudene ke man inhâ bavinam |
| هر وقت که من می‌خواهم به پشت سرم می‌نگرم. هیچ نیست (غمی نیست)            | har vaxt ke men meil darma xemi demâl eišema hich niya                    |